# Abraham van Beijeren

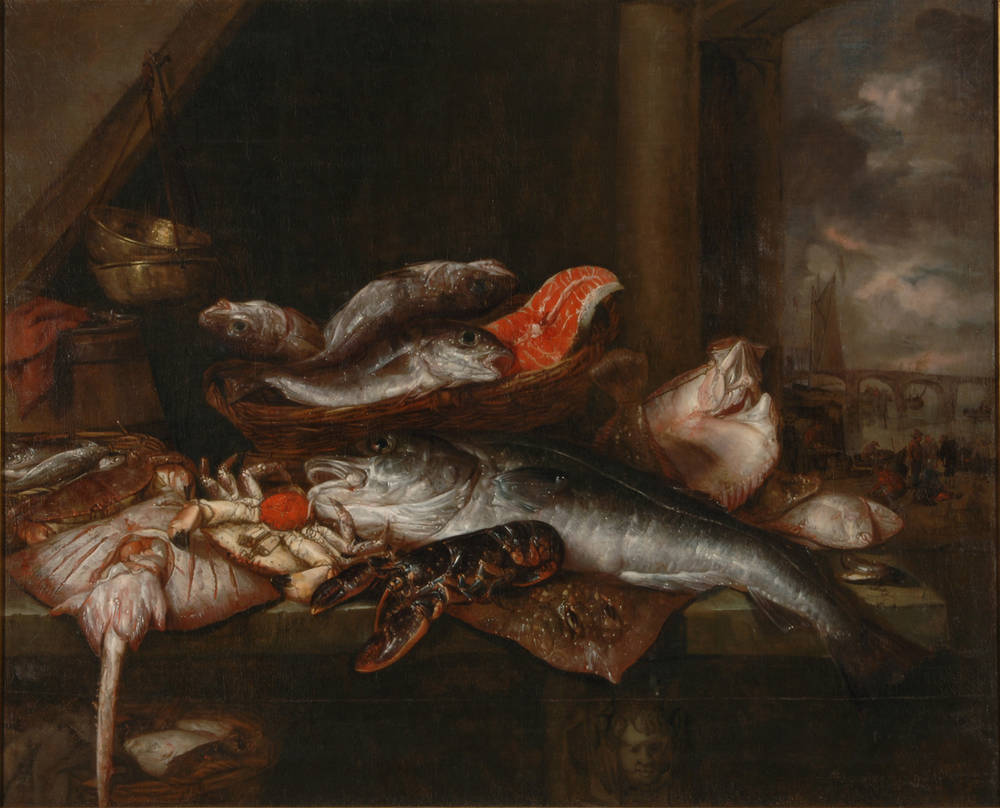
Banc de peixos (obra d'A. van Beijeren, circa 1650).

Abraham Hendriksz van Beijeren (ca. 1620, La Haia - març del 1690, Rotterdam) va ésser un pintor barroc holandès. Va viure a moltes ciutats holandeses (La Haia, Delft, Amsterdam, Alkmaar i Gouda) abans d'establir-se l'any 1678 a Rotterdam on va morir el 1690. Malauradament, Van Beijeren va signar els seus llenços amb el monograma AVB sense incloure-hi una data. Com a conseqüència ha estat difícil establir una cronologia de les seues obres. Va començar pintant marines per evolucionar cap a les natures mortes mostrant-hi porcellana xinesa, seleccions de fruita, motius florals, etc.